# Cherbourg (Australia)
Cherbourg – miasto w Australii, w stanie Queensland.